# Équipe cycliste KSPO Professional
L'équipe cycliste KSPO Professional est une équipe cycliste sud-coréenne participant aux circuits continentaux de cyclisme et en particulier l'UCI Asia Tour.

## Principales victoires

### Courses par étapes
- Tour de Corée : 2012 (Park Sung-baek)

### Championnats nationaux
- Championnats de Corée du Sud sur route : 3
  - Course en ligne : 2013 (Jung Ji-min), 2014 (Seo Joon-yong) et 2016 (Gong Hyo-suk)

## Classements UCI
L'équipe participe aux épreuves des circuits continentaux et en particulier de l'UCI Asia Tour. Les tableaux ci-dessous présentent les classements de l'équipe sur les différents circuits, ainsi que son meilleur coureur au classement individuel.
UCI Asia Tour
| UCI Asia Tour | UCI Asia Tour          | UCI Asia Tour                             | UCI Asia Tour |
| Année         | Classement par équipes | Meilleur coureur au classement individuel |               |
| ------------- | ---------------------- | ----------------------------------------- | ------------- |
| 2010          | 24e                    | -                                         |               |
| 2011          | 38e                    | -                                         |               |
| 2012          | 38e                    | -                                         |               |
| 2013          | 20e                    | -                                         |               |
| 2014          | 28e                    | Seo Joon-yong (59e)                       |               |
| 2015          | 34e                    | Seo Joon-yong (62e)                       |               |
| 2016          | 24e                    | Gong Hyo-suk (41e)                        |               |
| 2017          | 64e                    | Kim Dae-yeon (221e)                       |               |
| 2018          | 25e                    | Seo Joon-yong (22e)                       |               |
| 2019          | 31e                    | Kwon Soon-yeong (59e)                     |               |
| 2020          | 24e                    | Kim Kookhyun (91e)                        |               |
| 2021          | 18e                    | Choi Donghyuk (43e)                       |               |
| 2022          | 37e                    | Kim Kookhyun (195e)                       |               |
| 2023          | 42e                    | -                                         |               |
|               |                        |                                           |               |
| Source : UCI  |                        |                                           |               |

L'équipe est également classée au Classement mondial UCI qui prend en compte toutes les épreuves UCI et concerne toutes les équipes UCI.
| Classement mondial | Classement mondial     | Classement mondial                        | Classement mondial |
| Année              | Classement par équipes | Meilleur coureur au classement individuel |                    |
| ------------------ | ---------------------- | ----------------------------------------- | ------------------ |
| 2016               | -                      | Gong Hyo-suk (470e)                       |                    |
| 2017               | -                      | Kim Dae-yeon (1397e)                      |                    |
| 2018               | -                      | Seo Joon-yong (464e)                      |                    |
| 2019               | 174e                   | Kwon Soon-yeong (1085e)                   |                    |
| 2020               | 166e                   | Kim Kookhyun (1374e)                      |                    |
| 2021               | 151e                   | Choi Donghyuk (1191e)                     |                    |
| 2022               | 195e                   | Kim Kookhyun (1970e)                      |                    |
| 2023               | 187e                   | Hyunseo Kim (2988e)                       |                    |
| 2024               | 182e                   | Jinwoong Kim (1104e)                      |                    |
|                    |                        |                                           |                    |
| Source : UCI       |                        |                                           |                    |

## KSPO Professional en 2022
| Cycliste        | Date de naissance | Nationalité  | Équipe 2021           |  |
| --------------- | ----------------- | ------------ | --------------------- |  |
| Ahn Eugene      | 10 mai 2003       | Corée du Sud |                       |  |
| Choi Donghyeok  | 15 janvier 1995   | Corée du Sud | KSPO Professional     |  |
| Hwang In-hyeok  | 20 janvier 1988   | Corée du Sud | KSPO Professional     |  |
| Kim Daewon      | 11 mai 2001       | Corée du Sud | Gapyeing Cycling Team |  |
| Kim Duha        | 18 avril 2003     | Corée du Sud |                       |  |
| Kim Kook-hyun   | 15 mars 1999      | Corée du Sud | KSPO Professional     |  |
| Kwon Soon Young | 11 juin 1993      | Corée du Sud | KSPO Professional     |  |
| Lee Jae-Ha      | 27 décembre 1996  | Corée du Sud | Geunmsan Insam Cello  |  |
| Lee Tae-Un      | 4 juillet 1997    | Corée du Sud | KSPO Professional     |  |
| Park Kyoung-ho  | 18 juin 1993      | Corée du Sud | KSPO Professional     |  |
| Shin Gwangho    | 2 janvier 2001    | Corée du Sud | KSPO Professional     |  |